# Safehouse Records
Safehouse Records es un sello discográfico estadounidense creado por Demi Lovato, Nick Jonas y Phil McIntyre. Fue anunciado el 26 de mayo de 2015, y su objetivo es «poner a artistas en control de su arte a la vez que les proporcionan las mejores herramientas para gestionar sus carreras». El primer álbum oficial lanzado por el sello fue el quinto álbum de estudio de Lovato, Confident, de 2015. El 15 de diciembre de 2015, se anunció que la discográfica firmó un acuerdo en conjunto con Universal Music Publishing Group, y también dio la bienvenida al cantante estadounidense Chord Overstreet al sello discográfico.

## Distribución
Se han distribuido solo 2 álbumes bajo el sello, pero el distribuidor por zonas o países no esta claro, ya que ambos artistas de los álbum lanzados pertenecen a Island, y Lovato también pertenece a Hollywood ambos sellos bajo Universal, es decir solo se puede ratificar que el distribuidor mundial es este.

## Artistas
- Nick Jonas
- Louis Garcia
- Chord Overstreet[2]

## Álbumes
| Año  | Artista          | Álbum                     | Lanzamiento      |
| ---- | ---------------- | ------------------------- | ---------------- |
| 2015 | Demi Lovato      | Confident                 | 16 de octubre    |
| 2015 | Nick Jonas       | Nick Jonas X2             | 20 de noviembre  |
| 2016 | Nick Jonas       | Last Year Was Complicated | 10 de junio      |
| 2017 | Chord Overstreet | Tree House Tapes          | 12 de mayo       |
| 2017 | Demi Lovato      | Tell Me You Love Me       | 29 de septiembre |